# 5274 Degewij
Az 5274 Degewij (ideiglenes jelöléssel 1985 RS) a Naprendszer kisbolygóövében található aszteroida. Edward L. G. Bowell fedezte fel 1985. szeptember 14-én.